# Ferhat-paša Sokolović

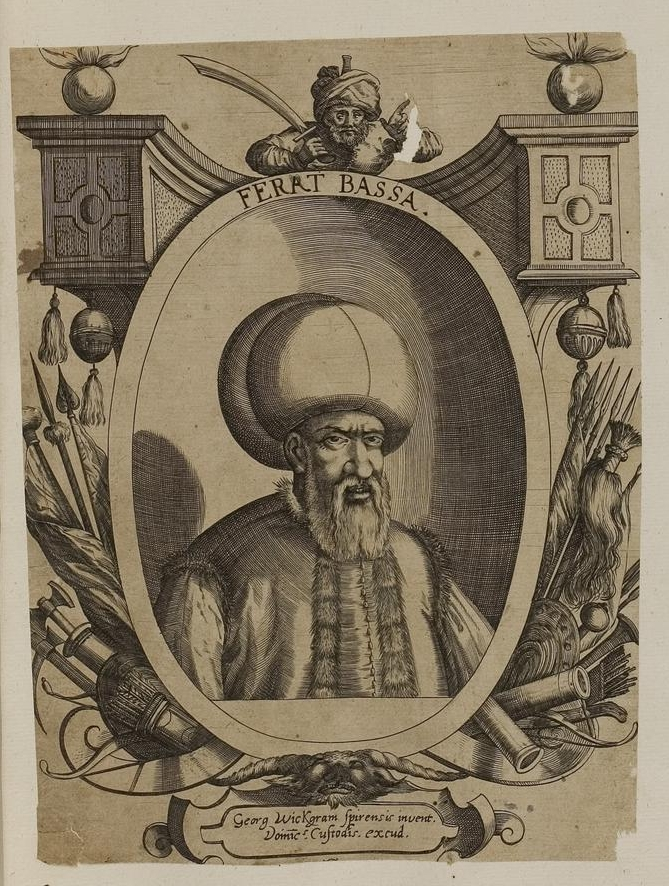
Ferhat-paša Sokolović

Ferhat-paša Sokolović, död 1586, var en bosniakisk-osmansk provinsguvernör i Bosnien under åren 1574-1586. Han gjorde staden Banja Luka till Bosniens huvudstad.
Ferhat-paša Sokolović kom från samma bosniakiska familj som bland andra  Mehmed-paša Sokolović, vilken konverterade från kristendom till islam för att tjänstgöra under sultanen över Osmanska riket.